# (721) Tabora
(721) Tabora es un asteroide perteneciente al cinturón exterior de asteroides descubierto el 18 de octubre de 1911 por Franz Heinrich Kaiser desde el observatorio de Heidelberg-Königstuhl, Alemania.
Está nombrado por el transatlántico Tabora.